# Danijela Mistrić
Danijela Mistrić (Split, 28. lipnja 1989.), hrvatska rukometašica koja nastupa za klub Split 2010.
Karijeru je započela u lokalnom ŽRK Orkan iz Dugog Rata kod Splita. Nakon 10 godina igranja u matičnom klubu, prelazi u ŽRK Ljubuški iz Bosne i Hercegovine.
Kao najbolji igračica na svojoj poziciji u Premijer ligi BiH dobila je poziv beogradske Crvene zvezde gdje je uspjehom nastupala.
U sezoni 2012./13. i 2013./14. bila je peta po postignutim pogodcima u Superligi Srbije.
Prvi dio sezone 2014./15. nastupala je Szeged KKSE,a u drugom dijelu pristupila je za turski klub Ankara 1910 SK.
U sezonama 2015./16. i 2016./17. nastupala je za VB Vágur s Ovčjih Otoka.

## Vanjske poveznice
- Profil na EHF
- Szeged KKSE-Chance-Exicom